# Асб'єрн Гальворсен
Асб'єрн "Ассі" Гальворсен (норв. Asbjørn "Assi" Halvorsen, 3 грудня 1898, Сарпсборг — 16 січня 1955, Нарвік) — норвезький футболіст, що грав на позиції півзахисника за клуби «Сарпсборг» та «Гамбург», а також національну збірну Норвегії. По завершенні ігрової кар'єри — тренер.
Володар Кубка Норвегії. Дворазовий чемпіон Німеччини. 

## Клубна кар'єра
У футболі дебютував 1917 року виступами за команду «Сарпсборг», в якій провів чотири сезони. За цей час став володарем кубку Норвегії.
1921 року перейшов до клубу «Гамбург», за який відіграв 12 сезонів. Завершив професійну кар'єру футболіста виступами за команду «Гамбург» у 1933 році. За цей час став дворазовим чемпіоном Німеччини.

## Виступи за збірну
1918 року дебютував в офіційних матчах у складі національної збірної Норвегії. Протягом кар'єри у національній команді, яка тривала 6 років, провів у її формі 19 матчів.

## Кар'єра тренера
Розпочав тренерську кар'єру відразу ж по завершенні кар'єри гравця, 1933 року, очоливши тренерський штаб клубу «Гамбург».
Останнім місцем тренерської роботи була збірна Норвегії, головним тренером якої Асб'єрн Гальворсен був з 1934 по 1945 рік. Очолював команду на чемпіонаті світу 1938 року у Франції, де вона програла у матчі 1/8 фіналу Італії (1-2).
Помер 16 січня 1955 року на 57-му році життя у місті Нарвік.

## Титули і досягнення
Гравець
- Чемпіон Німеччини (2):

«Гамбург»: 1923, 1928
- Володар Кубка Норвегії (1):

«Сарпсборг»: 1917
Тренер
- Бронзовий олімпійський призер: 1936